# Pere Ayguadé i Ayguadé
Pere Ayguadé i Ayguadé (Vilanova de Bellpuig, 14 de maig del 1950) és un ramader, veterinari i polític català.

## Biografia
Passà la seva joventut a Balaguer i es llicencià en veterinària i direcció d'empreses a la Universitat de Saragossa. Ha estat membre del consell nacional d'Unió de Pagesos de 1978 a 1980 i de la junta rectora de la Cooperativa Agrícola de Balaguer. També és membre de la UGT.
Inicialment milità al Partit dels Socialistes de Catalunya, del que en fou responsable a les Terres de Lleida durant els anys 1980 i fou elegit diputat a les eleccions al Parlament de Catalunya de 1980, 1984 i 1988. Durant aquest període fou president de la Comissió d'Agricultura, Ramaderia i Pesca del Parlament de Catalunya.
Des del 1989, però, va abandonar el partit degut a diferències amb Raimon Obiols a causa de l'embassament de Rialb i passà al Grup Mixt. L'abril del 2009 va mantenir contactes amb Francesc Homs i Molist per aproximar-se al projecte Casa Gran del Catalanisme impulsat per Artur Mas.